# Würzburger FV
Würzburger Fußball-Verein e.V. – niemiecki klub piłkarski z siedzibą w mieście Würzburg, grający w Bayernlidze, stanowiącej piąty poziom rozgrywek.

## Historia
Klub został założony w 1904 roku jako 1. Würzburger FV 04. W pierwszej lidze niemieckiej występował w latach 1927-1933, gdy była nią Bezirksliga (grupa Nordbayern), a także w sezonie 1933/1934 w Gaulidze (grupa Bayern). Spędził też cztery sezony w 2. Bundeslidze (1976-1980). W maju 1981 roku klub zbankrutował i został rozwiązany, a w jego miejsce został utworzony Würzburger FV.

## Reprezentanci kraju grający w klubie
- Fritz Eiberle
- Lothar Emmerich
- Josef Müller
- Hans Schmidradner

## Występy w lidze
| Sezon     | Poziom | Liga                   | Miejsce      |
| --------- | ------ | ---------------------- | ------------ |
| 1927/1928 | 1      | Bezirksliga Nordbayern | 5.           |
| 1928/1929 | 1      | Bezirksliga Nordbayern | 5.           |
| 1929/1930 | 1      | Bezirksliga Nordbayern | 5.           |
| 1930/1931 | 1      | Bezirksliga Nordbayern | 5.           |
| 1931/1932 | 1      | Bezirksliga Nordbayern | 8.           |
| 1932/1933 | 1      | Bezirksliga Nordbayern | 7.           |
| 1933/1934 | 1      | Gauliga Bayern         | 11. (spadek) |
| 1976/1977 | 2      | 2. Bundesliga Süd      | 13.          |
| 1977/1978 | 2      | 2. Bundesliga Süd      | 11.          |
| 1978/1979 | 2      | 2. Bundesliga Süd      | 14.          |
| 1979/1980 | 2      | 2. Bundesliga Süd      | 21. (spadek) |